# Nibelung IV
Nibelung IV est un comte de Vexin au IXe siècle de la famille des Nibelungides, fils probable de Nibelung III.

## Biographie
Il est cité en 843 à Valenciennes parmi les fidèles de Charles le Chauve. Ce dernier l'envoie en 853 avec Hugo et Gauzbert comme missi chargés d'inspecter les trois comtés de Nevers, d'Avallon et d'Auxerre. Nibelung se charge plus probablement du comté d'Avallon. Charles le Chauve lui confie le comté de Vexin en 864. Il apparaît ensuite en 868 à un tribunal royal, en 877 comme exécuteur testamentaire de son cousin germain Echard et en 879 dans une charte du comte Adelramn II,.
D'une épouse inconnue, il a eu :
- Théodoric ;
- Adhémar ;
- probablement une fille mariée au comte Adelramn II et mère d'Adelram III et de Théodoric, comtes de Vexin en 886.